# Stanley Dark
Stanley Dark (Londra, 15 maggio 1874 – ...) è stato un attore, commediografo e sceneggiatore inglese.

## Biografia
Nato a Londra, Stanley Dark era un attore del teatro musicale e di vaudeville. Nei primi anni del Novecento, il suo nome appare nel cast di numerosi spettacoli di Broadway, sia come autore che come attore. Girò anche alcuni film negli anni della prima guerra mondiale in Europa.

## Filmografia
La filmografia è completa. Quando manca il nome del regista, questo non viene riportato nei titoli

### Attore
- The Education of Mr. Pipp, regia di William F. Haddock (1914)
- One Performance Only (1915)
- Green Stockings, regia di Wilfrid North (1916)
- Stung!, regia di Wally Van (1916)
- Jaffery, regia di George Irving (1916)

### Sceneggiatore
- Beautiful Thoughts, regia di Sidney Drew (1915)
- Man and His Angel, regia di Burton L. King - storia (1916)
- Stung!, regia di Wally Van (1916)
- Moral Courage, regia di Romaine Fielding - storia The Wit of a Woman (1917)